# Sinatra: Best of the Best
Sinatra: Best of the Best è un doppio album discografico compilation greatest hits del cantante statunitense Frank Sinatra pubblicato nel 2011 dalla Capitol Records.

## Il disco
Nella raccolta sono presenti i classici di Sinatra del periodo Capitol e Reprise, riuniti insieme su un unico album per la prima volta in assoluto. La versione deluxe composta da 2 CD è confezionata in una sorta di box cartonato e contiene 5 cartoline da collezione raffiguranti immagini di Sinatra. Il primo disco contiene i più grandi successi della carriera di Frank Sinatra. Il secondo disco invece è composto dalla riedizione del disco Sinatra '57 in Concert, da anni fuori catalogo. Le note interne dell'album sono opera di Frank Sinatra Jr.
Best of the Best è disponibile anche in versione disco singolo.

## Tracce

### Disc 1
1. Come Fly with Me (Cahn, Van Heusen) - 3:19
2. You Make Me Feel So Young (Josef Myrow, Mack Gordon) - 2:57
3. My Funny Valentine (Richard Rodgers, Lorenz Hart) - 2:31
4. Witchcraft (Cy Coleman, Carolyn Leigh) - 2:54
5. Young at Heart (Carolyn Leigh, Johnny Richards) - 2:53
6. In the Wee Small Hours of the Morning (Bob Hilliard, David Mann) - 3:00
7. I've Got You Under My Skin (Cole Porter) - 3:43
8. Three Coins in the Fountain (Jule Styne, Sammy Cahn) - 3:46
9. All the Way (Cahn, Van Heusen) - 2:55
10. The Lady Is a Tramp (Rodgers, Hart) - 3:14
11. One for My Baby (And One for the Road) (Harold Arlen, Johnny Mercer) -
12. Nice 'n' Easy (Alan Bergman, Marilyn Keith, Lew Spence) - 2:45
13. The Very Thought of You (Ray Noble) - 3:34
14. Fly Me to the Moon (In Other Words) (Bart Howard) - 2:49
15. Night and Day (Porter) - 3:47
16. My Kind of Town (Cahn, Van Heusen) - 3:08
17. It Was a Very Good Year (Ervin Drake) - 4:27
18. Strangers in the Night (Bert Kaempfert, Charles Singleton, Eddie Snyder) - 2:25
19. Somethin' Stupid (con Nancy Sinatra) (Carson Parks) - 2:45
20. That's Life (Kelly Gordon, Dean Kay) - 3:10
21. It Had to Be You (Isham Jones, Gus Kahn) - 3:53
22. Mack the Knife (Marc Blitzstein, Bertolt Brecht, Kurt Weill) - 4:53
23. My Way (Paul Anka, Claude François, Jacques Revaux, Gilles Thibaut) - 4:36
24. Theme from New York, New York (Fred Ebb, John Kander) - 3:26

### Disc 2
- Sinatra '57 in Concert (concerto del 1957 a Seattle, Washington)

1. Introduction - You Make Me Feel So Young - 3:46
2. It Happened in Monterey (Billy Rose, Mabel Wayne) - 2:23
3. At Long Last Love (Porter) - 2:15
4. I Get a Kick Out of You (Porter) - 2:49
5. Just One of Those Things (Porter) - 3:02
6. A Foggy Day (George Gershwin, Ira Gershwin) - 3:31
7. The Lady is a Tramp - 3:18
8. They Can't Take That Away from Me (G. Gershwin, I. Gershwin) - 1:40
9. I Won't Dance (Fields, Oscar Hammerstein II, Otto Harbach, Jimmy McHugh) - 3:26
10. Sinatra Dialogue - 4:52
11. When Your Lover Has Gone (Enir A. Swan) - 2:53
12. Violets for Your Furs (Tom Adair, Dennis) - 3:34
13. My Funny Valentine - 2:44
14. Glad to Be Unhappy (Rodgers, Hart) - 1:37
15. One for My Baby (and One More for the Road) (Arlen, Mercer) - 4:01
16. (Love Is) The Tender Trap (Cahn, Van Heusen) - 4:12
17. Hey! Jealous Lover (Cahn, Kay Twomey, Bee Walker) - 2:21
18. I've Got You Under My Skin - 3:15
19. Oh! Look at Me Now (Joe Bushkin, John DeVries) - 3:12